# 萩野光宣
萩野 光宣（はぎの みつのぶ、1965年 - ）は日本のインダストリアルデザイナー（プロダクトデザイナー）。
新潟県出身。福島県立会津短期大学デザイン学科卒業。山下家具店、株式会社誠晃舎勤務を経て独立。
有限会社 エフディー 代表取締役。新潟県内を中心にデザインワークを行う。
日本においては大都市以外で数少ないインダストリアルデザイナーである。
Canon、SONYから燕三条の地場産業、家庭日用品、インテリア用品、雑貨、医療機器、情報通信機器等のデザインを手掛ける。

## 主な活動・受賞歴
- 財団法人にいがた産業創造機構（NICO）「百年物語」プロジェクト参加
- MAGIPでグッドデザイン賞ベスト100受賞（2012年）
- Wallpaper Design Awards 2010にてBest domestic design（2010年）
- Smart Scissors でグッドデザイン賞受賞（2009年）
- FD STYLE でグッドデザイン賞受賞（2009年）